# Desmos verrucosus
Desmos verrucosus là loài thực vật có hoa thuộc họ Na. Loài này được (Becc.) Merr. mô tả khoa học đầu tiên năm 1921.